# Cansumys canus
Cansumys canus G. M. Allen, 1928 è un roditore appartenente alla famiglia Cricetidae e l'unica specie nel genere Cansumys. È endemico della Cina, dove vive tra i 1000 e i 1400 m di altitudine.